# Афферентная апраксия
Афферентная или кинестетическая апраксия — одна из форм нарушения произвольных движений и действий, характеризующаяся распадом кинестетических схем движения, которые лежат в основе построения двигательного акта.
При данной форме апраксии у больного нарушается проприоцептивная чувствительность, соответственно нарушается ощущение положения или направления движения той или иной части тела, особенно это касается рук. Движения становятся неуправляемыми.

## Локализация нарушения
Афферентная апраксия наблюдается при повреждении нижних отделов постцентральной области коры больших полушарий. А именно задних отделов коркового ядра двигательного анализатора. Повреждаются 1, 2 и частично 40-е поле, преимущественно левого полушария. При поражении левого полушария апраксия наблюдается в обеих руках, а при повреждении правого полушария — в левой руке.

## Симптомы
У больных с афферентной апраксией наблюдаются следующие симптомы:
- Недифференцированные, плохо управляемые движения (симптом «рука-лопата»);
- Нарушение движений при письме;
- Нарушение правильного воспроизведения различных поз руки («апраксия позы»);
- Не могут выполнить символические действия, например, показать, как зажигать спички;

Однако при зрительном контроле движения можно скомпенсировать.

## Диагностика
При диагностике используются нейропсихологические пробы. Основной является проба на «праксис позы пальцев». Проба начинается всегда с левой руки и проводится в быстром темпе. Положение пальцев должно меняться. Может выполняться двумя руками последовательно или же одной рукой. Ошибки, которые возникают:
- при первичных нарушениях кинестетического праксиса сообщает достаточно длительный поиск заданного положения пальцев, который не приводит к положительному результату;
- наблюдаются недифференцированные движения;

Еще одна проба на «проверку сохранности межполушарного взаимодействия». Больной должен с закрытыми глазами, после установления позы пальцев на одной руке, воспроизвести аналогичную позу на другой руке. Данная процедура затем повторяется и для другой руки.
Для диагностики афферентной апраксии проводят такжу пробу на «символические действия». В процессе исследуется тонкая моторика. Больной должен показать простые движения, без предмета. Например, как наливать воду из чайника или, как вдевается нитка в ушко иголки. В качестве ошибки может наблюдаться симптом «рука-лопата», при котором движения не дифференцируемые.